# 우루시하라 사토시
우루시하라 사토시(일본어: うるし原 智志, うるしはら さとし)는 일본의 캐릭터 디자이너, 일러스트레이터, 애니메이션 제작자이다.

## 이력
1983년 당시 고등학교 3학년으로 카도카와 만화영화 <소년케니야> 에 스텝으로 참여하여 애니메이터로서 첫 발을 내디뎠다. 고교 졸업 후 도에이 동화에 입사하여 실력을 다듬은 후 퇴사하여, 프리랜서로 본격적인 활동을 시작하였다.
그 후 자신만의 특기인 기름을 바른듯한 반들반들한 피부와 특유의 정형화된 상반신 묘사로 많은 지지층을 확보하여 일러스트레이터로서의 입지를 다지게 된다. 주로 18금 일러스트를 그리며, 게임 캐릭터 디자인, 애니메이션 작화감독 등으로 명성을 쌓고 있다.
하지만 그의 작품엔 아름다운 캐릭터만이 존재할 뿐 시나리오가 부실하다는 공통적인 평가는 떨쳐버릴 수 없는 한계이다. 현재는 요시토모 킨지, 키무라 요시히로 등과 함께 어스워크(EarthWork)를 설립하여 오리지널 애니메이션 제작, 게임 캐릭터 디자인 등에 참여하고 있다.

## 참여한 작품

#### TV 애니메이션
- 고스트 헌트 - 원화
- 일기당천 Dragon Destiny - 원화
- 제로의 사역마 - 원화
- 현시연2 - 오프닝 작화감독,원화
- Fate/stay night - 원화

#### 극장용 애니메이션
- 아키라 - 원화

#### OVA
- 극흑의 날개 발키서스 - 캐릭터 디자인, 작화감독
- 교내사생2 - 캐릭터디자인, 작화감독
- 로도스섬 전기 - 원화, 작화감독
- 프론트 이노센트 - 총제작
- 플라스틱 리틀 - 총제작

#### 게임
- 그로우랜서 시리즈
- 랑그릿사 시리즈
- 비밀의 화원
- 중장기병 발켄

## 화보
- SATOSHI URUSHIHARA CELL WORKS (1994년 ISBN 4-89601-086-8)
- VENUS (1997년 ISBN 4056016819 {{isbn}}의 변수 오류: 유효하지 않은 ISBN.)
- 레전드 오브 랑그릿사 (1998년 ISBN 4056019551 {{isbn}}의 변수 오류: 유효하지 않은 ISBN.)
- 라그나로크 시티 (2001년 ISBN 4056023961 {{isbn}}의 변수 오류: 유효하지 않은 ISBN.)
- LOVE (2003년 ISBN 4056031225 {{isbn}}의 변수 오류: 유효하지 않은 ISBN.
- U:COLLECTION (2003년 ISBN 4063645330 {{isbn}}의 변수 오류: 유효하지 않은 ISBN.)
- Φ (2005년 ISBN 4056039610 {{isbn}}의 변수 오류: 유효하지 않은 ISBN.)
- 비주얼웍스~프론트 이노센트 vol.1으로부터~ (2005년 ISBN 4-7577-2496-9)
- Σ (2006년 ISBN 4056044850 {{isbn}}의 변수 오류: 유효하지 않은 ISBN.)